# Burgstall Enzheim
Der Burgstall Enzheim ist eine abgegangene Wasserburg im heutigen Altenstädter Ortsteil Enzheim im Wetteraukreis in Hessen.

## Lage
Das Dorf Enzheim, heute nahe zur A 45 gelegen und schon im 8. Jahrhundert erwähnt, lag oberhalb Lindheims und unterhalb von Glauberg und Burg Glauburg. Die ehemalige Wasserburg lag am nordwestlichen Ende des Ortes auf einer Nidder-Insel, die westlich vorbeiführte und als Burggraben genutzt wurde. Südöstlich war der Nebenarm aufgestaut, mit dessen Wasser eine Mühle betrieben wurde.

## Geschichte

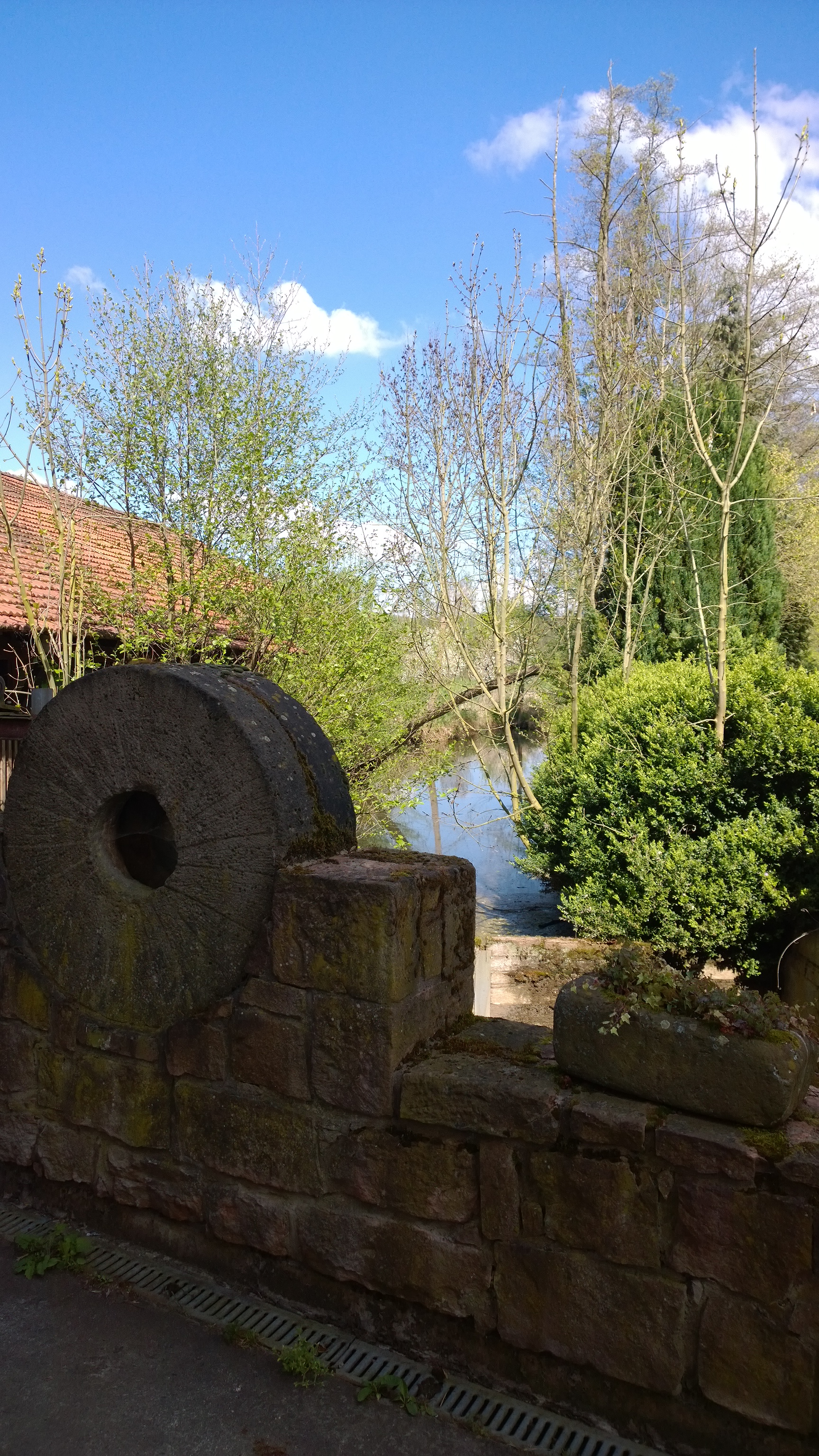
Der Übergang von der Mühlenanlage zur Nidderinsel der Wasserburg mit Mühlenstein.

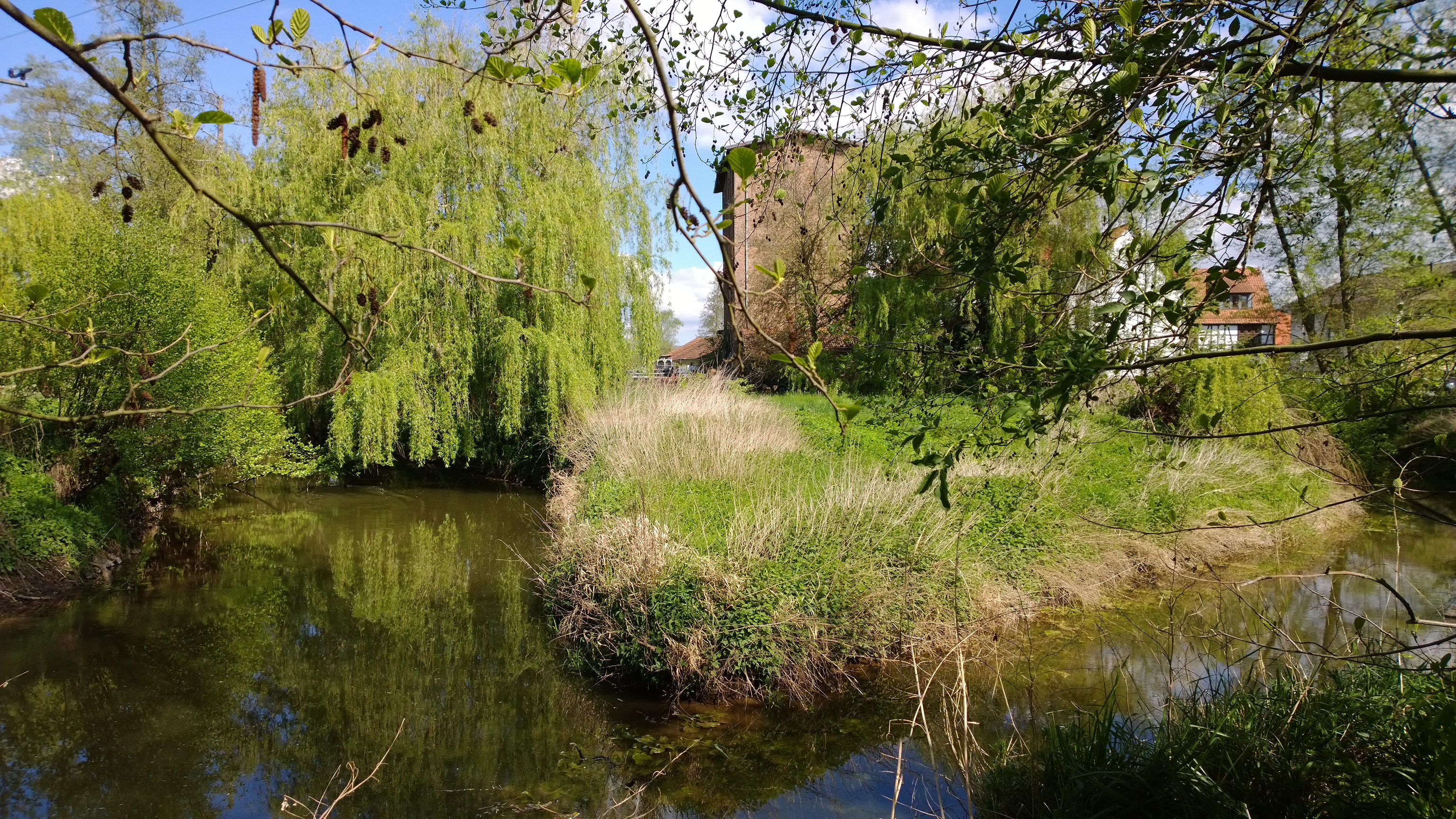
Blick auf die Nidderinsel der Wasserburg; die Gebäude gehören zur ehemaligen Mühlenanlage

Es ist nicht bekannt, wann und wer die Burg erbaute und welchen Herrschaftsverhältnissen die Burg unterworfen war. 
Einzig eine urkundliche Erwähnung von 1414, indem die Herren von Buchenau Güter „vor dem Slosz Ensheim“ an das Erzbistum Mainz veräußerten, verweist auf die Burg. Im Regest ist vermerkt, Wigand von Buchenau, seine Frau Grede sowie Grede von Buchenau verkaufen dem Erzbischof Johann von Mainz für 49 Gulden ein Stück Land vor dem Schloss Enzheim. Dem Kauf stimmen zu die Gebrüder Eberhard, Wigand, Erasmus und Appel von Buchenau. Zeuge ist Henne Riedesel.
Noch vorhandene frühere Gräben um die Anlage sind inzwischen fast verlandet, so dass sich selbst die Lage nicht mehr genau lokalisieren lässt. Archäologische Untersuchungen fanden wohl bisher noch nicht statt.
Mehrere Gründe für das Vorhandensein der Burg kommen in Betracht:
- Da im frühen Mittelalter auch die Klöster Lorsch und Fulda Besitz in Enzheim hatten, ist es möglich, dass die Anlage eine Sicherungsburg des klerikalen Besitzes war
- Die Wasserburg könnte zur westlichen Absicherung der mittelalterlichen Burg und Stadt Glauburg auf dem Glauberg gedient haben
- Die Burg diente als Vorposten der nahen starken Burg Lindheim
- Sie war nur eine frühmittelalterliche Fluchtburg bzw. Wallburg (nur Wälle und Gräben gefunden)[2]

Die ebenfalls mittelalterliche Mühle (Teile davon sind im Eingangsportal und im Gebäude selbst zu finden) und die kleine nur 30 m weiter südöstlich liegende alte mittelalterliche wehrhaft aussehende Kirche deuten jedoch sehr auf eine burgartige Befestigung der Insel hin.

## Heutige Nutzung
Von der Burganlage existieren keine Reste mehr, Gräben sind auf der Insel nur noch zu erahnen. Lediglich die Benennung der Flur „Auf der Burg“ erinnert an die mittelalterliche Anlage. Das Gelände der Insel ist in Privatbesitz.